# Юба (продукт)
Ю́ба (яп. 湯葉), фупи или доуфупи — пищевой продукт из соевых бобов, представляющий собой плёнку, снятую с поверхности соевого молока. Во время кипячения соевого молока, обычно при температуре 80–90 °C, в открытой неглубокой ёмкости на поверхности жидкости образуется плёнка, состоящая в основном из комплекса соевого белка и липидов. Эти плёнки собирают и высушивают, получая желтоватые листы. Поскольку при производстве юбы не используется коагулянт, технически она не является разновидностью тофу; однако она имеет схожую текстуру и вкус с некоторыми продуктами из тофу.
Использование юбы было впервые задокументировано в письменных источниках Китая в XVI веке. Она широко используется в свежем, ферментированном или сушёном виде в китайской, корейской и японской кухнях.

## Ранняя история
Одно из ранних письменных упоминаний юбы появилось в 1587 году в Японии в Matsuya Hisamatsu chakai-ki [Дневник трёх поколений чайных церемоний семьи Мацуя]. Автор, Мацуя Хисамаса, просто утверждает, что юба — это плёнка, которая образуется на поверхности соевого молока.
Другие письменные упоминания продукта появились примерно в то же время в Китае в Bencao Gangmu [Великая фармакопея] авторства Ли Шичжэня. Эта работа была завершена в 1578 году, но опубликована только в 1596 году. В главе 25 говорится:

Если на поверхности соевого молока при его нагревании в процессе приготовления тофу образуется плёнка, её следует снять и высушить, чтобы получить доуфу пи (буквально «кожица соевого творога»), которая сама по себе является восхитительным пищевым ингредиентом.:
Третье известное упоминание юбы появляется в 1695 году в Японии в Ben Chao Shi Jian (Уэйд-Джайлз: Pen Chao Shih Chien [Зеркало пищи этой династии, 12 томов]). Эта книга была написана Хитоми Хицудаи в Японии на китайском языке. Когда японцы читают китайские иероглифы, обозначающие этот продукт, doufu-lao, они произносят их как тофу-но уба. Lao или уба означает «старая женщина» или «кормилица».

## Приготовление

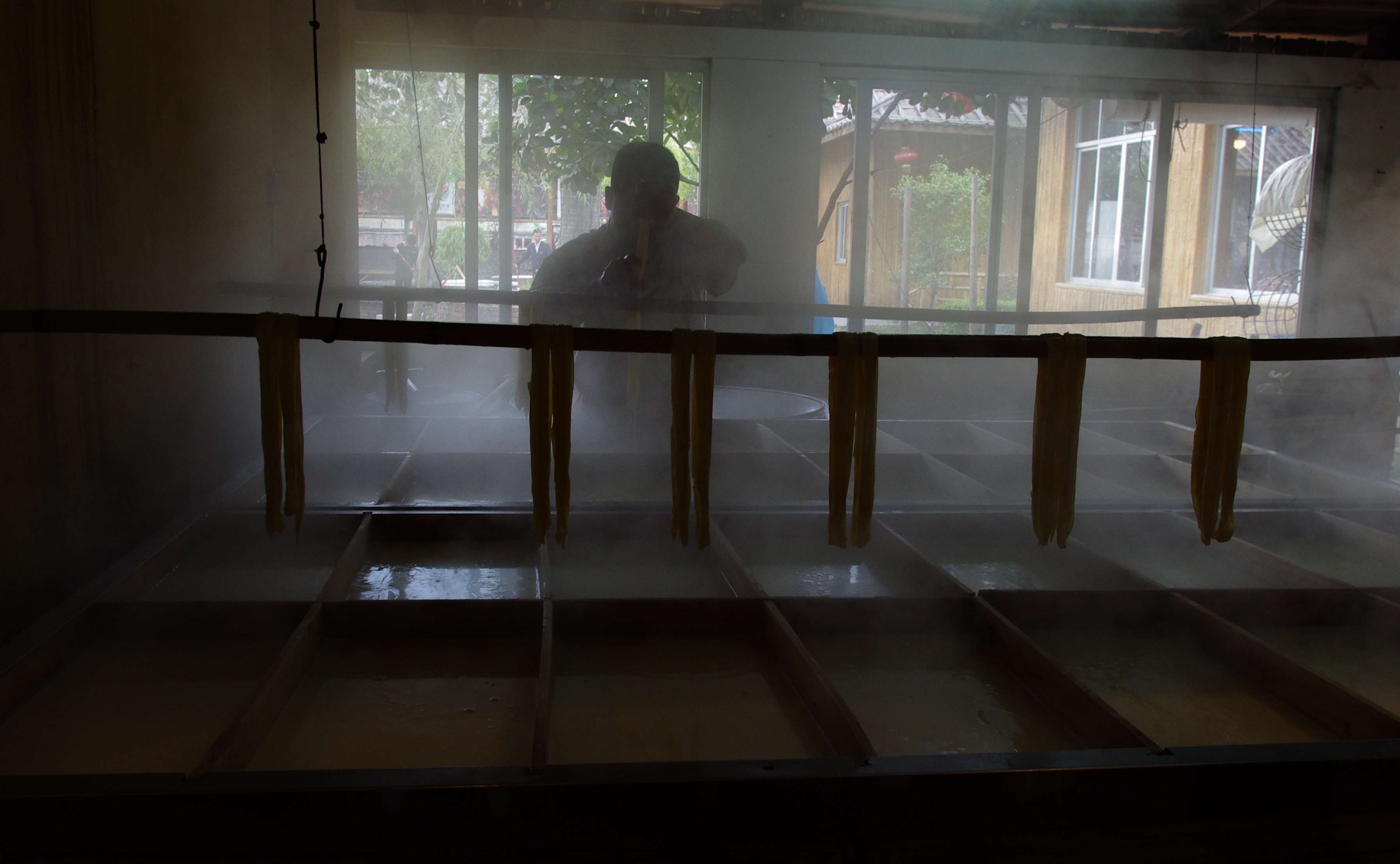
Работник на фабрике по производству фупи снимает плёнку с небольших ёмкостей и сушит её

Юба отличается сливочным и ореховым вкусом, а в свежем виде имеет кремово-жёлтый цвет. Благодаря своей текстуре и вкусу её часто используют в качестве заменителя мяса. Хотя сушёные листы обычно регидрируют путём замачивания, традиционный метод их подготовки заключается в аккуратном увлажнении влажной тканью перед использованием.
Юбу можно купить в свежем или сушёном виде. В последнем случае перед использованием её замачивают в воде. Листы часто используют для заворачивания димсамов.
Благодаря своей слегка эластичной текстуре юба также производится в виде свёрнутых, сложенных и упакованных форм, которые используются как заменители мяса в вегетарианской кухне. Листы можно свернуть и сложить, чтобы приготовить доу бао. Их часто обжаривают для придания более плотной текстуры перед дальнейшим приготовлением.
В то время как в китайской кухне юба используется почти исключительно в солёных блюдах, в Японии её также могут готовить в качестве десерта. Часто возникает путаница с её отношением к инаридзуси; мешочки, используемые для этого вида суши, изготавливаются из тонких ломтиков обжаренного во фритюре тофу (абураагэ), а не из юбы.

### Классификация и разновидности
В китайской кулинарной традиции продукт часто классифицируют в зависимости от того, когда плёнка снимается с соевого молока, что приводит к различным текстурам и способам использования. Эта классификация нечасто детализируется за пределами Китая.
- Фупи (腐皮): Первая снятая плёнка. Считается самой высококачественной, с наиболее гладкой и нежной текстурой. Может употребляться в свежем виде или высушиваться в виде листов.
- Фучжу (腐竹): Плёнки, снятые после первоначальной фупи. Их подвешивают для сушки, в результате чего они приобретают форму палочек. Их текстура по-прежнему высоко ценится, но она немного плотнее, чем у фупи. Название также иногда пишется как 腐枝 (fǔzhī) или 枝竹 (zhīzhú). В России и странах СНГ эта форма продукта известна под коммерческим названием «соевая спаржа».
- Листы для сладких супов: Более поздние слои часто высушивают в плоском виде и используют в основном в десертах и сладких супах (糖水, táng shuǐ).
- Грубые листы: Нижние слои толще и грубее, что делает их подходящими для использования в качестве обёртки для различных продуктов.
- Тянь чжу (甜竹, «сладкий бамбук»): Последние и самые грубые слои, собранные со дна ёмкости, обычно используются в качестве второстепенного ингредиента в блюдах.

## Формы

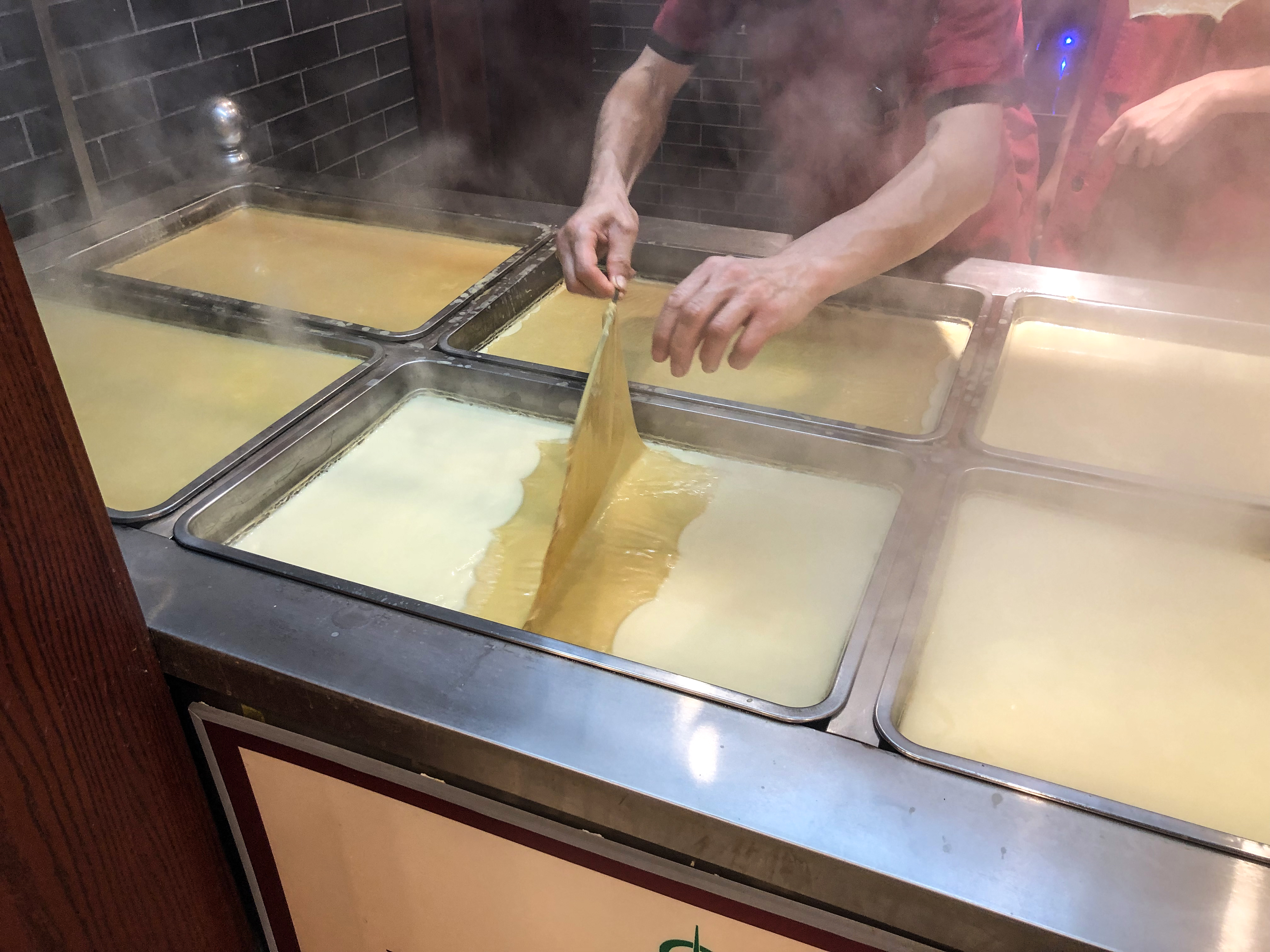
Приготовление юбы путём снятия плёнки с горячего соевого молока

### Сушёная
Юбу могут высушивать и продавать в виде сушёных палочек, известных как фучжу. Путём наслаивания или сбора свежих или регидрированных листов юбы, с последующим плотным связыванием в ткани и тушением, сушёные палочки сохраняют свою первоначальную форму. Такой продукт называется «соевой курицей». В тайской кухне его называют fawng dtâo-hûu (ฟองเต้าหู้, букв. пенный тофу). В Юго-Восточной Азии его обычно называют «фу-чук».

### Заменители мяса
Путём наслаивания и сбора листов с последующим тушением можно создать большое разнообразие заменителей мяса. Наиболее распространённым является соевая курица (素雞, sù jī), но, добавляя различные приправы и придавая форму прессованием, из неё также готовят соевую утку (素鴨, sù yā) и соевую ветчину (素火腿, sù huǒtuǐ). Эти продукты не следует путать с другим продуктом, который иногда называют «вегетарианской курицей» (齋雞, zhāi jī), который обычно изготавливается из других ингредиентов на основе сои и имеет зернистую или шарообразную форму.
Самый ранний процесс приготовления этих «бесмясных» продуктов заключался в сворачивании тонких листов доуфупи вокруг начинки из измельчённых, копчёных или иным образом приправленных кусочков юбы, перевязывании свёртка ниткой и приготовлении на пару до тех пор, пока не разовьётся мясная текстура и вкус.

### Рулеты
Другие методы включают плотное наматывание листов юбы на палочку для еды и приготовление на пару для формирования рулета. Когда рулет нарезают, каждый ломтик получается круглым с квадратным отверстием в центре, что напоминает старые китайские монеты.

## Галерея

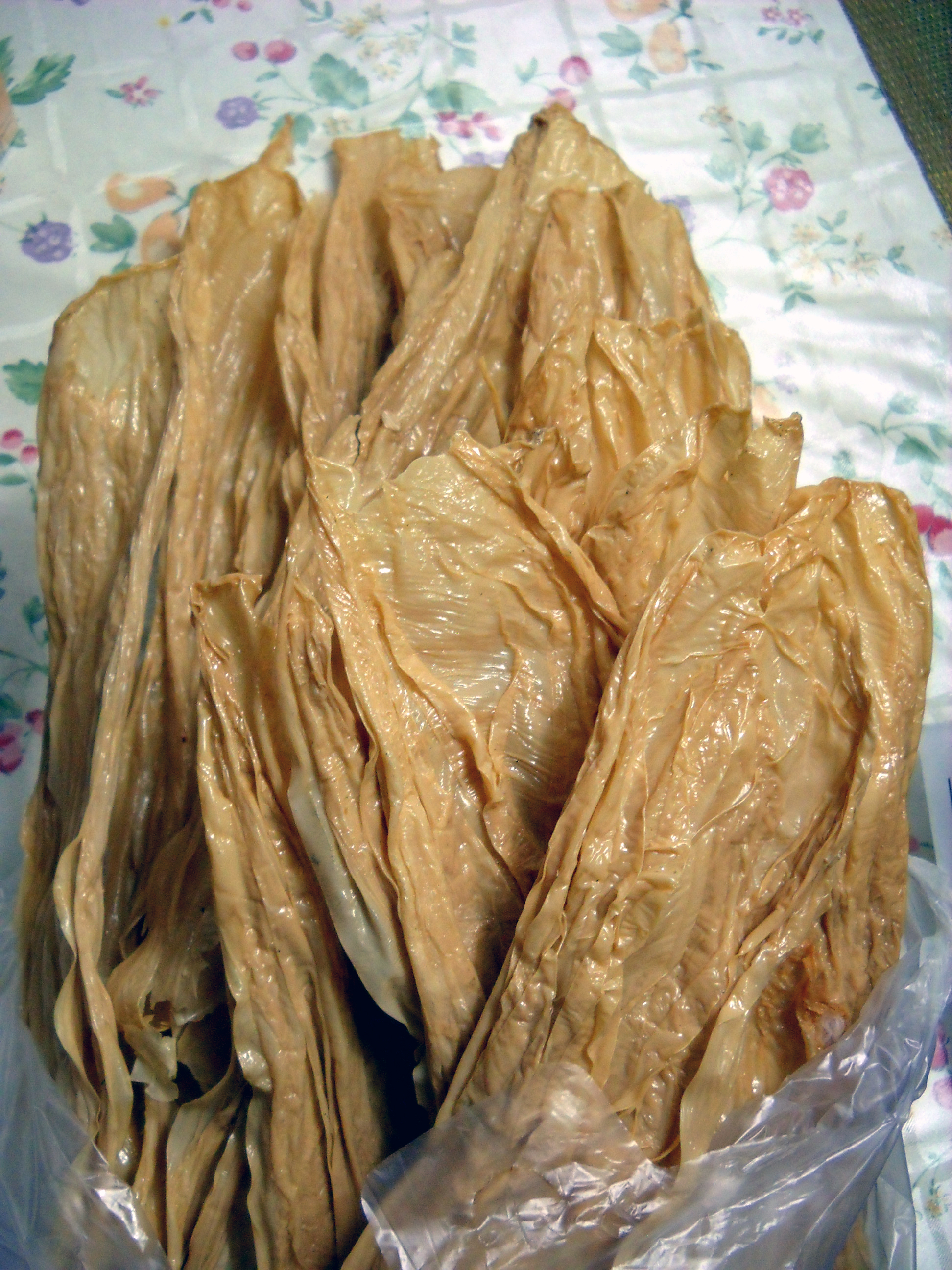
Юбу (фупи) обычно продают в виде сушёных листов.
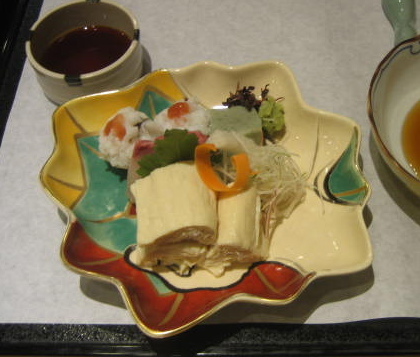
Юба, поданная как основное блюдо в Киото.
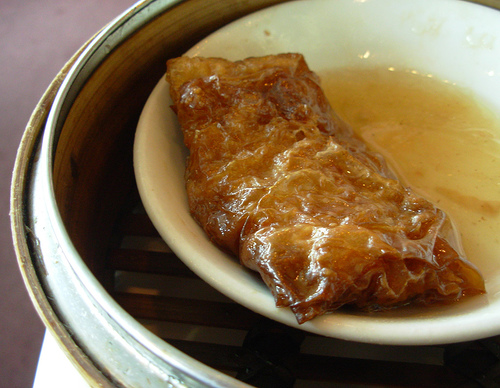
Ролл из юбы в кухне димсам.
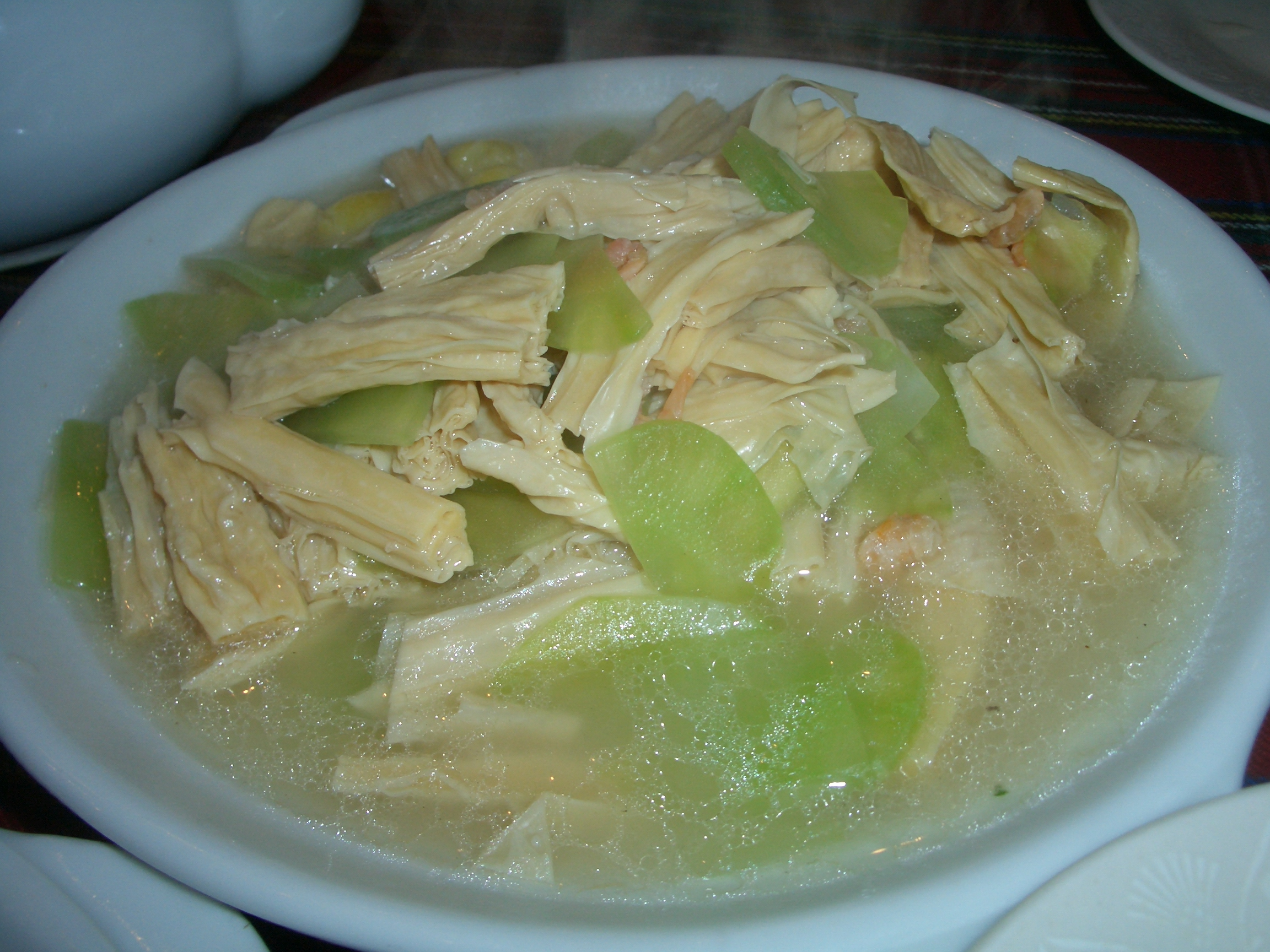
Фучжу (палочковидная форма) в виде блюда.
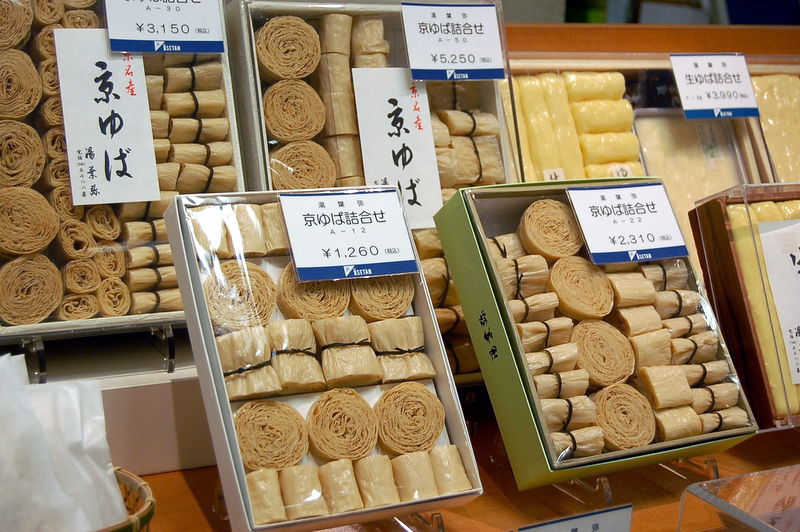
Сушёная и порционная юба на продажу.
Вегетарианская курица.
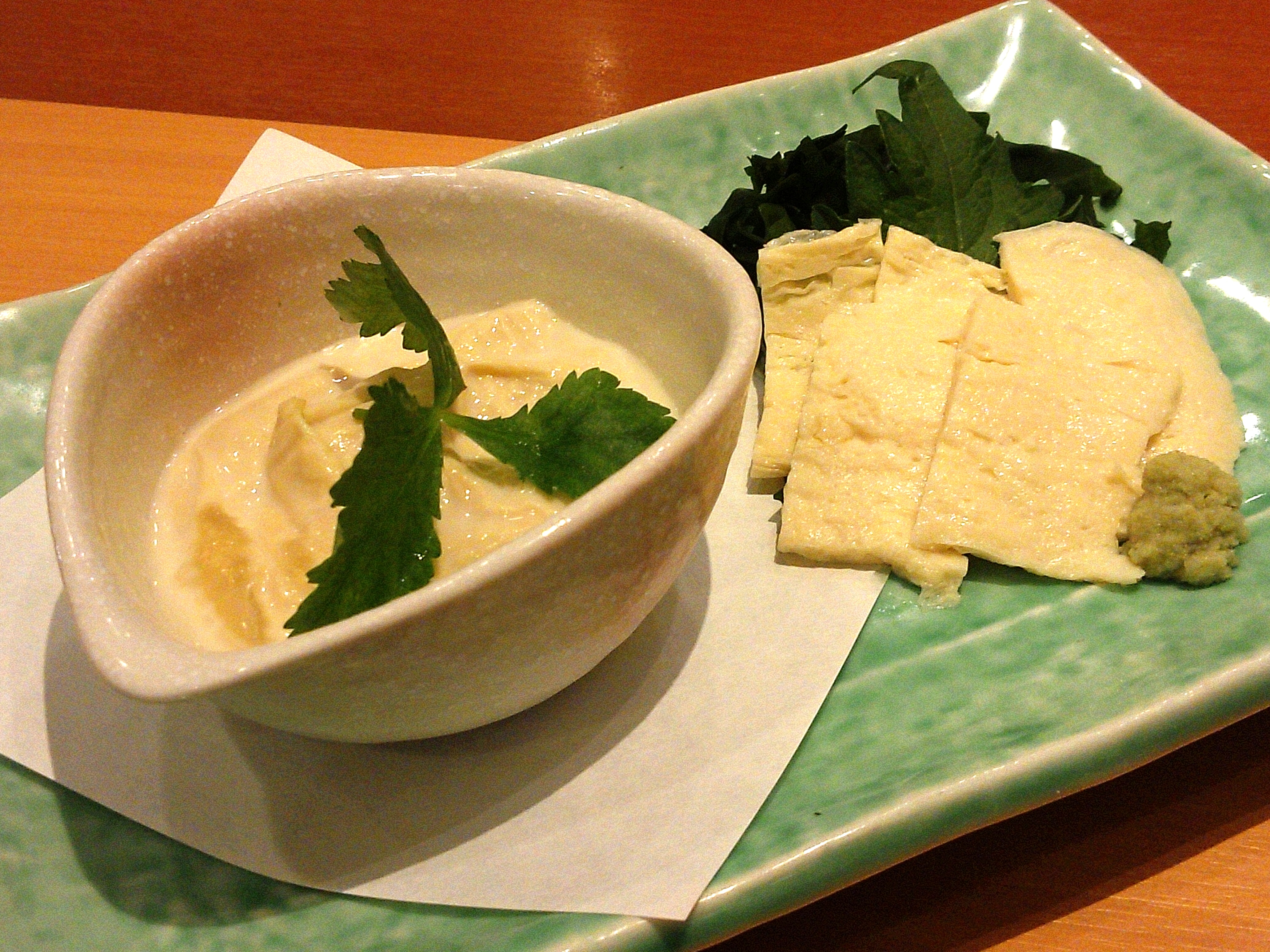
Два вида свежей юбы: «кумиагэ юба» (свежесобранная) и «сашими юба» (подаётся сырой, как сашими).